# Henry Merlin
Henri Merlin, né le 18 mars 1861 à Châteaudun (Eure-et-Loir) et mort le 10 décembre 1942 au Thoult-Trosnay (Marne), est un homme politique français.

## Biographie
Antoine Claude Henry Merlin dit  est avocat. Il est maire de Thoult-Trosnay en 1894, conseiller d'arrondissement en 1898 et conseiller général de Montmirail en 1901.
Élu sénateur de la Marne le 11 avril 1920, il devient en 1926 président de la commission de l'administration générale et vice-président du Sénat en 1937 et 1938.
Il vote les pleins pouvoirs au maréchal Pétain le 10 juillet 1940 et se retire de la vie politique.

## Sources
- « Henry Merlin », dans le Dictionnaire des parlementaires français (1889-1940), sous la direction de Jean Jolly, PUF, 1960 [détail de l’édition]
- Généalogie d'Henri Merlin